# Ayresome Park
L'Ayresome Park era uno stadio di calcio nella città di Middlesbrough, nello North Yorkshire. È stato lo stadio di casa del Middlesbrough dall'anno della sua apertura nel 1903 fino all'inaugurazione del nuovo Riverside Stadium avvenuta nel 1995.

## Incontri internazionali

### Mondiale 1966
- Unione Sovietica -  Corea del Nord 3-0 (gruppo 4) 12 luglio;
- Cile -  Corea del Nord 1-1 (gruppo 4) 15 luglio;
- Corea del Nord -  Italia 1-0 (gruppo 4) 19 luglio.